# Степчук, Юрий Степанович
Ю́рий Степа́нович Степчу́к (1928, Назарово, Красноярский край — 1997), — советский театральный и кинорежиссёр.

## Биография
Юрий Степчук родился в 1928 году в селе Назарово Красноярского края. В 1954 году в Ташкенте окончил театрально-художественный институт имени А. Островского (1954), режиссёрский факультет. После окончания института поступил на работу главным режиссёром Узгосэстрады и режиссёром Ташкентского академического русского театра драмы им. Горького.
В 1959 году поступил на работу на киностудию «Узбекфильм», где начинал как второй режиссёр фильмов «Об этом говорит вся махалля», «Самолеты не приземлились», «Сын земли». Снимал документальные фильмы («Джура Султанов», «Нас — 50»). В 1965 году Степчук стал режиссёром-постановщиком художественных фильмов.
Умер в 1997 году.
Имел двоих сыновей.
Сын Степчук Александр Юрьевич (1955, Ташкент, Узбекистан). 10 января 1995 года был убит в Ташкенте.
Сын  Игнатьев Сергей Юрьевич (1958, Ташкент, Узбекистан). В 1988 году эмигрировал в США. Проживает в городе Ле Ман, Франция.
Супруга  Игнатьева Изабелла-Ирина (1923, Самарканд, Узбекистан). Скончалась 24 марта 2018 года в городе Ле Ман, Франция.

## Фильмография

### Режиссёрские работы
1. 1967 — Плюс единица
2. 1971 — Здесь проходит граница
3. 1972 — Завещание старого мастера
4. 1975 — Как Хашим был большим
5. 1978 — Хорезмийская легенда
6. 1979 — Воздушные пешеходы
7. 1981 — Акмаль, дракон и принцесса
8. 1983 — Новые приключения Акмаля

### Автор сценария
1. 1988 — Приключения Арслана